# Zajeziorze (Basses-Carpates)
Pour les articles homonymes, voir Zajeziorze.
Zajeziorze est une localité polonaise de la gmina de Zaleszany, située dans le powiat de Stalowa Wola en voïvodie des Basses-Carpates.